# Warner Bros. Movie World
Koordinaten: 27° 54′ 29″ S, 153° 18′ 41″ O
Warner Bros. Movie World ist ein Themenpark in Oxenford an der Gold Coast in Australien. Es gehört Village Roadshow seit der Übernahme von WarnerMedia und ist der einzige, auf Filmen basierte Freizeitpark in Australien. Warner Bros. Movie World wurde am 3. Juni 1991 eröffnet.
Der Park enthält verschiedene auf Filmen basierende Fahrten und Attraktionen. Im Park laufen viele der bekannten Warner Bros. und DC-Figuren umher und geben den Besuchern die Möglichkeit, sich mit ihnen fotografieren zu lassen. Unter anderem Catwoman, Batman, Austin Powers, Marilyn Monroe, Shrek, Scooby Doo, The Mystery Inc. Gang und verschiedene Looney-Tunes-Charaktere.
Im Movie-World-Komplex sind mehrere aktive Filmstudios zu finden. House of Wax, Die Scooby-Doo-Filme, der Peter-Pan-Film aus dem Jahr 2003, Ghost Ship, Die Todeskandidaten und Fortress sind einige der Filme und Fernsehserien, die in den Warner Roadshow Studios produziert wurden.

## Geschichte

### Geschichte des Parks
1989 begann der Bau des Warner Bros. Movie World. Der Park wurde von C. V. Wood entworfen, der zuvor für andere Parks, wie beispielsweise den Six Flags Over Texas verantwortlich war. Der Park war innerhalb von 16 Monaten fertig und wurde am 3. Juni 1991 eröffnet.

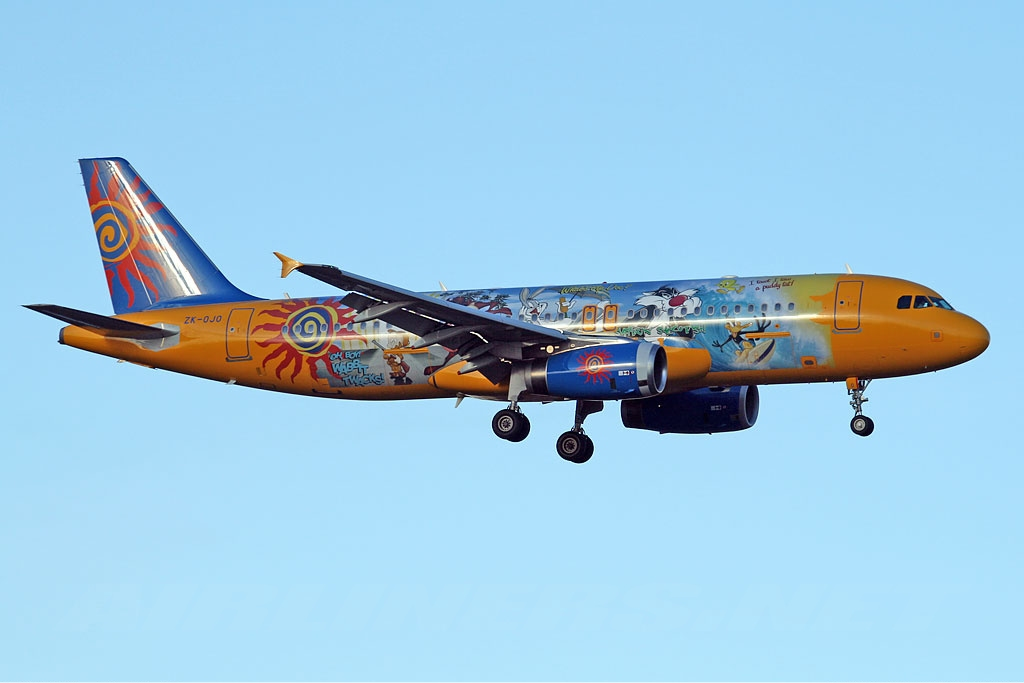
Ein Airbus A320 der neuseeländischen Fluggesellschaft Freedom Air, wurde in einer Bemalung Förderung der Themenpark in der Mitte der 2000er Jahre. Hier das Flugzeug am Flughafen von Melbourne gesehen

### Geschichte der Attraktionen
- 1991: Police Academy Stunt Show (2008 geschlossen, ersetzt durch Hollywood Stunt Driver) [2]
- 1991: Looney Tunes River Ride
- 1991: Looney Tunes Musical Review (Geschlossen)
- 1991: Movie Magic Special Effects Show (2005 geschlossen, ersetzt durch Superman Escape)[3].
- 1991: Young Einstein Gravity Homestead (2000 geschlossen, ersetzt durch Harry Potter Movie Magic Experience)[3]
- 1991: The Gremlins Adventure  (2001 geschlossen, ersetzt durch Scooby Doo Spooky Coaster)[3]
- 1991: Western Action Show (1995 geschlossen, ersetzt durch The Maverick Show)[3]
- 1992: Batman Adventure – The Ride (Umbau im Jahr 2001)[4][5]
- 1995: The Maverick Show  (2001 geschlossen, ersetzt durch Looney Tunes: What’s Up Rock?)[3]
- 1995: Lethal Weapon – The Ride[6]
- 1996: Riddler’s Lair (Geschlossen)
- 1997: Looney Tunes Village (Umbau in den Jahren 2001 und 2007)[7]
- 1997: Marvin the Martian in 3D (2005 geschlossen, ersetzt durch Shrek 4-D)[8]
- 1998: Wild West Falls[9]
- 2000: Road Runner Roller Coaster[10]
- 2001: Harry Potter Movie Magic Experience (2002 geschlossen, ersetzt durch The Official Matrix Exhibit).[3]
- 2001: Looney Tunes Splashzone[5].
- 2001: Batman Adventure – The Ride 2 Show-Sequenz modifiziert[5].
- 2002: Scooby-Doo Spooky Coaster[11]
- 2003: The Official Matrix Exhibit (2007 geschlossen, ersetzt durch Intencity Movie World)[3][12]
- 2005: Shrek 4-D[13]
- 2005: Superman Escape[14]
- 2006: Batwing Spaceshot[15]
- 2007: Intencity, County Fair Fun ’n’ Games und Autoscooter.
- 2007: Looney Tunes Village umbenannt zu Kids WB Fun Zone mit zwei neuen Attraktionen[16].
- 2008: Hollywood Stunt Driver[2].
- 2008: Looney Tunes: What’s Up Rock?[17]

## Fahrgeschäfte und Shows

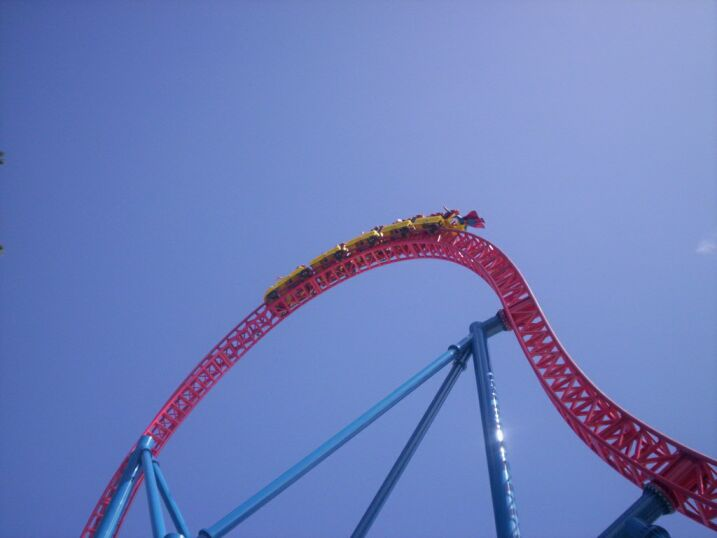
Superman Escape

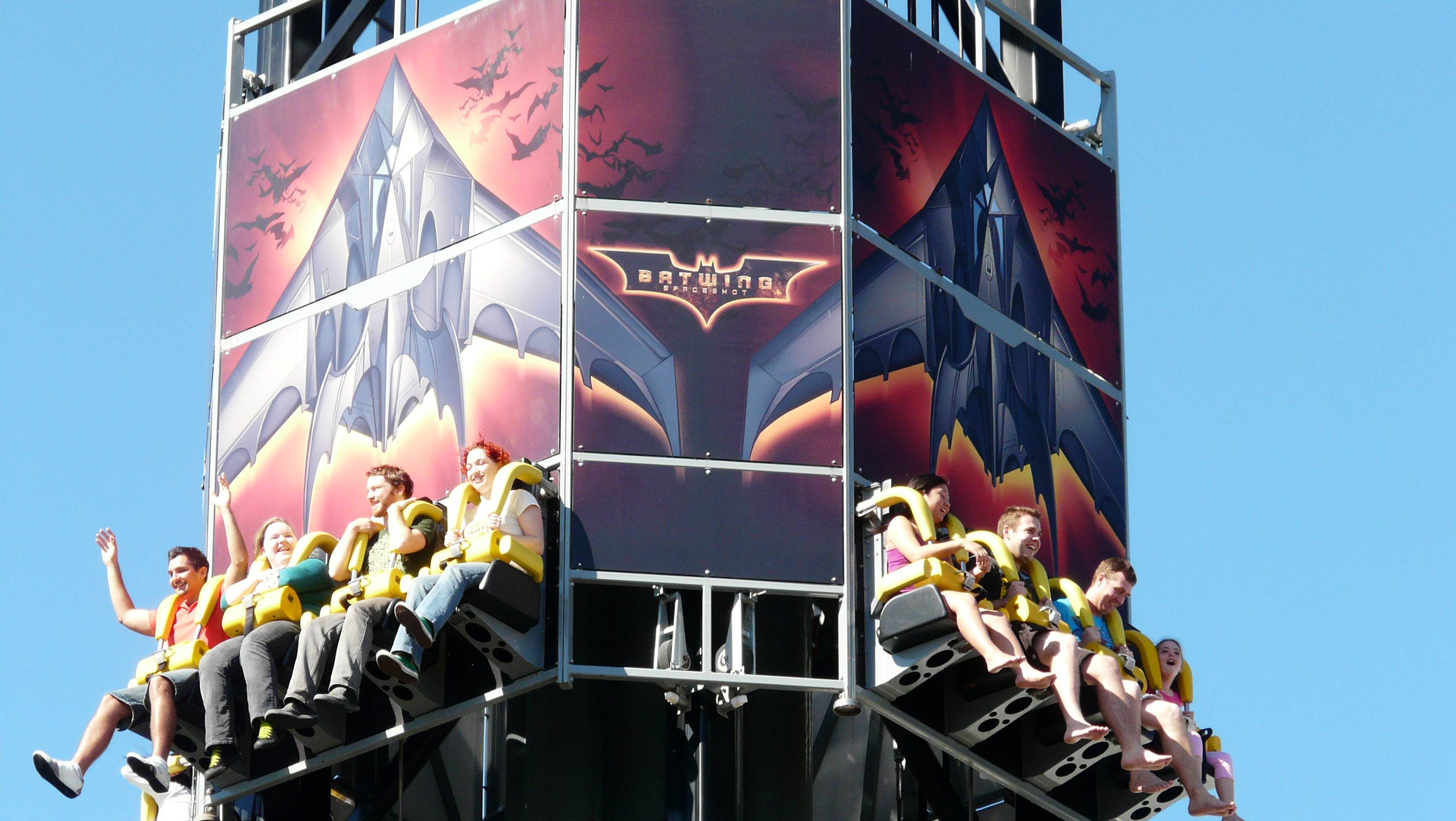
Batwing Spaceshot

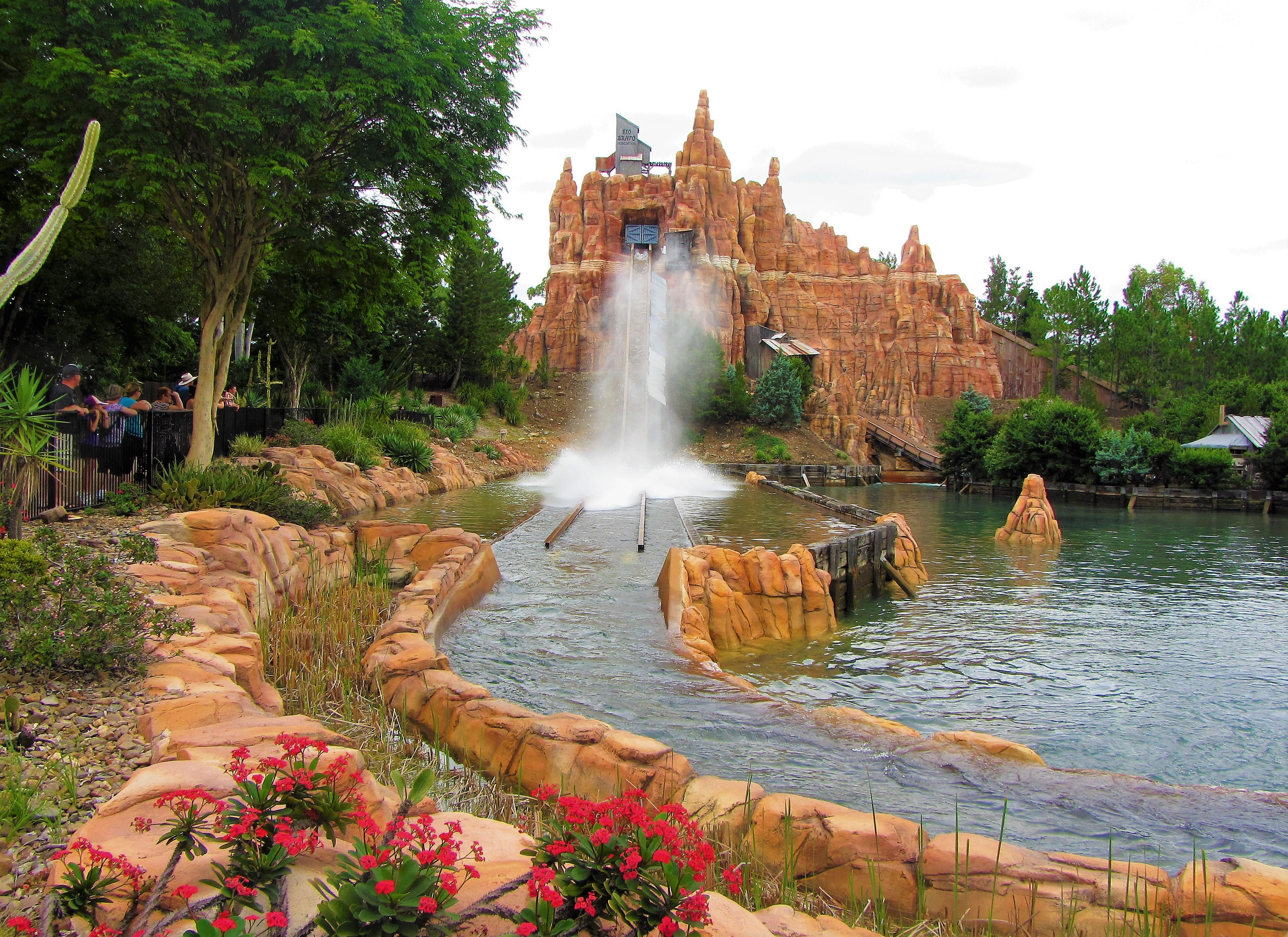
Wild West Falls

### Achterbahnen
| Name                                      | Typ                                                      | Hersteller                | Eröffnungsjahr | Bemerkungen | Weblinks |
| ----------------------------------------- | -------------------------------------------------------- | ------------------------- | -------------- | --- | -------- |
| DC Rivals HyperCoaster                    | Hyper Coaster                                            | Mack Rides                | 2017           | Siehe Hauptartikel. |          |
| Flash: Speed Force                        | Launched Coaster, Shuttle Coaster, Spinning Coaster      | Intamin                   | 2024           | Diese Bahn vom Modell Surfrider wurde ursprünglich 2007 als Surfrider in Wet'n'Wild Water World eröffnet und fuhr dort bis 2020. |          |
| Flight of the Wicked Witch                | Suspended Coaster, Familienachterbahn                    | Vekoma                    | 2024           | Dieser Suspended Family Coaster befindet sich im neuen Themenbereich, der nach dem Film Der Zauberer von Oz thematisiert ist. 13 weitere, baugleiche Anlagen existieren weltweit. |          |
| Green Lantern Coaster                     | Stahlachterbahn mit Inversionen                          | S&S – Sansei Technologies | 2011           | Eine von sechs Auslieferungen des Modells El Loco. |          |
| Kansas Twister                            | Shuttle Coaster, Duelling-Achterbahn, Familienachterbahn | Vekoma                    | 2024           | Diese Achterbahnen vom Modell Family Boomerang befinden sich im gleichen neuen Themenbereich wie Flight of the Wicked Witch. Sie sind baugleich zu Tweestryd, welche 2018 im Wildlands Adventure Zoo Emmen eröffnet wurden. Es ist die erste Achterbahn mit mehreren Fahrspuren Australiens. |          |
| Road Runner Roller Coaster                | Familienachterbahn                                       | Vekoma                    | 2000           | Von dieser Junior-Coaster-Variante wurden 28 weitere, baugleiche Anlagen hergestellt. |          |
| Scooby-Doo Spooky Coaster Next Generation | Wilde Maus, Dunkelachterbahn, Dark Ride                  | Mack Rides                | 2002           | Fuhr bis Dezember 2018 unter dem Namen Scooby-Doo Spooky Coaster. Sie ist seit Januar 2023 außer Betrieb und wird komplett restauriert. 2025 soll die Bahn neu eröffnet werden. |          |
| Superman Escape                           | Launched Coaster                                         | Intamin                   | 2005           | Siehe Hauptartikel. |          |

#### Ehemalige Achterbahnen
| Name                          | Typ              | Hersteller | Eröffnungsjahr | Schließungsjahr | Bemerkungen | Weblinks |
| ----------------------------- | ---------------- | ---------- | -------------- | --------------- | --- | -------- |
| Arkham Asylum – Shock Therapy | Inverted Coaster | Vekoma     | 1995           | 2019            | Fuhr bis 2011 unter dem Namen Lethal Weapon – The Ride und war der erste Inverted Coaster Australiens. Sie war eine von fünf baugleichen Anlagen des Modells SLC (765 m Extended with Helix). |          |

### Weitere Fahrgeschäfte
- Doomsday Destroyer (Überkopf-Fahrgeschäft)[26]
- Batwing Spaceshot[27]
- Batman Adventure – The Ride 2[28]
- Wild West Falls[29]
- Kids WB Fun Zone[30]
  - Looney Tunes River Ride[31]
  - Sylvestes’s Bounce ’n’ Pounce
  - Looney Tunes Carousel
  - Tweety and Sylvester Cages
  - Taz’s Hollywood Cars
  - Marvin the Martian’s Rocket Ride
  - Speedy Gonzales Taxis
  - Yosemite Sam’s Railroad
  - Looney Tunes Splash Zone
- Autoscooter

### Shows
- Hollywood Stunt Driver[32]
- Shrek 4-D[33]
- Looney Tunes – What’s Up Rock?[34]
- All Star Parade
- Marilyn Monroe – Tribute
- Batman – Shadows of Gotham[35]
- Western Town Show Down
- Scooby-Doo Disco Detectives